# Gholam Hossein Mazloumi
Gholam Hossein Mazloumi (né le 13 janvier 1950 à Abadan, et mort le 19 novembre 2014) est un joueur de football iranien.

## Biographie

### Club
Lorsqu'il évoluait dans le club iranien du Taj FC, il deviendra le meilleur buteur du championnat d'Iran de football deux fois consécutives lors des saisons 1973/74 et 1974/75. Il finira également meilleur buteur lors de la saison 1976/77 lorsqu'il évoluait pour le Shahbaz FC.

### Internationale
Il fera ses débuts avec l'équipe Melli en septembre 1969 lors d'un match contre le Pakistan. Il jouera en tout 40 matchs et inscrira 19 buts pour l'équipe d'Iran.

## Palmarès
Avec l'Iran, il remporte la Coupe d'Asie des nations 1972 et 1976.